# Wat Pho
Wat Pho (tajski: วัดโพธ) – świątynia buddyjska w dzielnicy Phra Nakhon w Bangkoku (Tajlandia). Znana jest także jako Wat Phra Chetuphon (tajski: วัดพระเชตุพน), Świątynia Leżącego Buddy (czasem opisywana jako Świątynia Odpoczywającego Buddy).

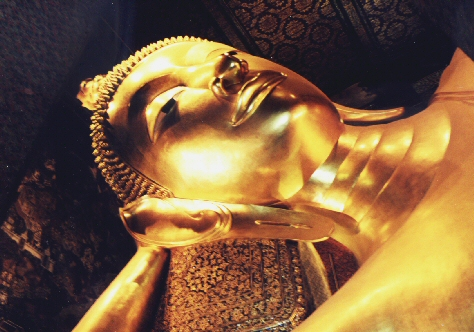
Leżący Budda

Wat Pho jest jedną z największych (powierzchnia: 80.000m²) i najstarszych świątyń buddyjskich w Bangkoku. Znajduje się w niej ponad tysiąc wizerunków Buddy, w tym słynny Leżący Budda.